# Fonbeauzard
Fonbeauzard – miejscowość i gmina we Francji, w regionie Oksytania, w departamencie Górna Garonna.
Według danych na rok 1990 gminę zamieszkiwały 2 393 osoby, a gęstość zaludnienia wynosiła 1 813 osoby/km² (wśród 3020 gmin regionu Midi-Pyrénées Fonbeauzard plasuje się na 143. miejscu pod względem liczby ludności, natomiast pod względem powierzchni na miejscu 1745.).